# Оганесян Аїда Артавазівна
Аїда Артавазівна Оганесян (15 листопада, 1952, Єреван) — вірменський режисер-постановник.

## Біографія
Аїда Оганесян народилася в Єревані. Навчалася в Єреванській середній школі № 122, в той же час, Єреванському музичному училищі імені Романоса Мелікяна та в кіностудії «Арменфільм» у студії Дмитра Кесаянца. У 1970-1975 роках навчалася в Єреванському художньо-театрального інституті на режисерський факультеті у студії Рафаеля Джрбашяна. У 1987 році навчалася в Московському державному інституті театрального мистецтва.Як режисер-постановник працювала в Єреванському молодіжному експериментальному театрі (1975), Єреванський національному академічному театрі імені Габріеля Сундукяна. У 1975-1997 роках викладала в тому ж інституті, з 1997 року Єреванському державному педагогічному університеті імені Хачатура Абовяна на факультеті культури, на кафедрі режисури. У 2007-2012 роках - завідувачка кафедри телебачення і тележурналістики на тому ж факультеті, з 2007 року - професор:

## Постановки
- М. Нормані «Спокійної ночі, мама»
- Г. Лорка «Дім Бернарда Альби»
- Луїджі Піранделло «Незакінчений автопортрет»
- Ованеса Туманян «смерть Кікоса»
- Мушег Ішхана «Чорнило, як важко» (з Хореном Абрамяном)
- А. Ніколас «Повернення в Сорренто»
- Каріне Ходікян «Жінка після дощу»[2]
- Габріел Сундукян «Ще одна жертва»
- П. Туріні «Антарес»

## Нагороди
- Золота медаль Союзу театральних діячів
- Премія міжнародного театрального фестивалю "Хайфест"
- Нагорода Міністерства культури Республіки Вірменія «Кращий режисер»